# Emma Meyn
Emma Meyn (* 24. August 1875 in Carlshütte bei Büdelsdorf; † 2. Februar 1952 in Dortmund, begr. 20. März 1952 in Büdelsdorf) war eine deutsche Malerin.

## Leben
Emma Meyn war die Tochter des Ingenieurs Heinrich Wilhelm Meyn (* 21. Mai 1843; † 8. Oktober 1923), technischer Leiter der Eisengießerei Carlshütte, und dessen Ehefrau Johanne Sophie Juliane (* 17. Juli 1848; † 19. März 1900), Tochter von Karl Rudolf Caspar. Ihr Großvater war der Techniker Johann Christian Carsten Meyn.
Über ihre künstlerische Ausbildung ist nichts bekannt.
Von 1906 bis 1936 war sie mit zwischenzeitlichen Unterbrechungen, in denen sie vermutlich in Düsseldorf aufhielt, in Dachau ansässig und beteiligte sich von dort aus 1907 an der Münchner Glaspalastausstellung mit dem Bild Interieur aus dem Hamburger Gewerbemuseum sowie 1909 an der Ausstellung des Schleswig-Holsteinischen Kunstvereins. 1908 war sie Gründungsmitglied des Bundes Deutscher und Österreichischer Künstlerinnenvereine und dessen Schriftführerin.
Nebenher betrieb sie eine Färberei in der Münchner Straße in Dachau.

## Werke (Auswahl)
- Heimatmuseum Dachau: Eine Mutter mit ihrem Kind (1906).